# Фуриозо
Фуриозо-Норт Стар — это название породы лошади, выведенной в Венгрии в 1850 годах.

## Общие характеристики породы
- Высота в холке: 160—165 см
- Масть: в основном вороная, гнедая, очень редко — другие масти; как исключение — белые пятна.
- Нрав: ответственный, послушный, темпераментный, универсальный
- Экстерьер[англ.]: Голова напоминает чистокровную верховую, с прямым профилем, большими ушами и спокойными, выразительными глазами, ноздри большие, открытые. Шея широкая в основании и длинная, спина мускулистая и покатая. Холка выражена, спинопоясничная линия прямая и длинная. Грудная клетка широкая и глубокая. Сильный круп и немного покатые бока.

У лошадей породы Фуриозо длинные подплечья, пропорциональные пясти, длинноватые бабки, выделяющиеся, сухие сухожилия. Правильного строения копыта, пропорциональные массе лошади.

## История породы
Порода родилась в эпоху Австро-Венгерской империи, тогда из Англии были привезены две лошади: в 1840 году Фуриозо (чистокровная верховая), а три года спустя Норт Стар(норфолк роадстер), которые были скрещены с кобылами нониус, дочерьми нониуса Синьора. Порода была выведена в конном заводе Мезохедьеш. Хотя линия Фуриозо была превалирующей, правильным считается называть породу Фуриозо-Норт Стар